# Orzotto
Orzotto (pronúncia italiana: [orˈdzɔtto]) é um prato italiano semelhante ao risoto, mas feito com uma gramínea parente da cevada em vez de arroz. Orzotti são uma especialidade da região de Friuli Veneza Júlia, no nordeste da Itália.
O nome é uma junção de orzo (a palavra italiana para a cevada) e risotto. O prato não deve ser confundido com o orzo, também conhecido como risoni, um tipo de macarrão integral com formato que assemelha-se a grãos de cevada.